# Xã Hill, Quận Pulaski, Arkansas
Xã Hill (tiếng Anh: Hill Township) là một xã thuộc quận Pulaski, tiểu bang Arkansas, Hoa Kỳ. Năm 2010, dân số của xã này là 162.764 người.